# Idrossimetilglutaril-CoA sintasi
La idrossimetilglutaril-CoA sintasi ( HMG- CoA sintasi) è un enzima appartenente alla classe delle transferasi, che catalizza la seguente reazione della chetogenesi:
acetil-CoA + H2O + acetoacetil-CoA ⇄ (S)-3-idrossi-3-metilglutaril-CoA + CoA